# К востоку от рая (фильм)
«К востоку от рая» или «К востоку от Эдема» (англ. East of Eden) — американская кинодрама 1955 года, снятая режиссёром Элиа Казаном. Вольная экранизация второй половины одноимённого романа Джона Стейнбека. В главных ролях снялись Джеймс Дин, Джули Харрис и Рэймонд Мэсси.
Премия «Оскар» за дебютную актёрскую работу Джо Ван Флит (мать братьев Траск), также три номинации, приз Каннского кинофестиваля как лучшему драматическому фильму конкурсной программы. Джеймс Дин стал первым человеком в истории, удостоенным посмертных номинаций на «Оскар» и BAFTA в категории «Лучший актёр» и особой премии «Золотой глобус» лучшему драматическому актёру.

## Сюжет
Молодой парень Кэл пытается найти место в жизни и завоевать любовь своего набожного отца Адама, которого больше заботит судьба его старшего сына Арона. Сюжет представляет собой современную версию истории Каина и Авеля.

## В ролях
- Джеймс Дин — Кэл Траск
- Джули Харрис — Абра
- Рэймонд Мэсси — Адам Траск
- Ричард Давалос — Арон Траск[3]
- Джо Ван Флит — Кейт[3]
- Бёрл Айвз — шериф Сэм
- Альберт Деккер — Уилл Гамильтон
- Лоис Смит — Энн
- Тимоти Кэри — Джо
- Ник Деннис — Рантани

В титрах не указаны
- Джонатан Хейз — сын Пискоры
- Гарри Кординг — хвастун[4]
- Барбара Баксли — медсестра Адама
- Лестер Дорр — городской чиновник на параде

## Создание
На главные роли Казан выбрал тогда театральных актёров Джеймса Дина и Джули Харрис, затем провёл две недели в Нью-Йорке, дабы завершить кастинг на остальные роли. Кэла мог сыграть, помимо прочих, Пол Ньюман, который проходил вместе с Дином скрин-тест. Так же изначально у Казана была идея пригласить на роль Кэла Марлона Брандо и Монтгомери Клифта на роль Аарона, но обоим было уже за 30 и поэтому их кандидатуры посчитали слишком староватыми для того, чтобы играть подростков. Фактически, финальный вердикт в пользу Джеймса Дина вынес сам автор книги Джон Стейнбек — когда Дин появился на съёмочной площадке, Стейнбек воскликнул: «Господи Иисусе, он вылитый Кэл!»
Съёмки фильма проводились с 27 мая 1954 по 13 августа 1954 года. Хотя действие происходит в начале XX века в городе Монтерей в Калифорнии, большая часть фильма была отснята в городе Мендочино, а также в долине Салинас.
Джеймс Дин получал $1200 в неделю за фильм, подписав сразу контракт на 9 фильмов. Из трёх картин, в которых Дин исполнил главную мужскую роль, это единственный фильм, вышедший при жизни актёра. В 1955 году американская кино-академия присудила Джеймсу Дину номинацию на премию «Оскар» посмертно за исполнение главной мужской роли. Такая номинация стала первой в продолжительной истории Киноакадемии.
Многие сцены или реплики Кэла были сымпровизированы самим актёром. Например, танец в поле и трюки на крыше движущегося поезда.
В сцене разговора Адама и Кэла, по сценарию Кэл должен был уйти от своего отца, однако Дин инстинктивно повернулся к Рэймонду Мэсси и обнял его — экранный отец впал в состояние ступора от неожиданности. Поведение Дина так всех поразило в этот момент, что Казан решил оставить сцену в таком виде и не прогадал. Этот эпизод из жизни актёра можно увидеть в биографической картине 2001 года, где роль Дина сыграл Джеймс Франко.

## Различия между романом и фильмом
Из 600-страничного эпического романа Стейнбека Казан выбрал только около 100 финальных. Так, из экранизации был подчистую вырезан философствующий слуга Трасков, китаец Ли. Сцены в парке развлечений между Кэлом и Аброй — абсолютная инициатива Казана.

## Наследие
В октябре 1965 года телеканал CBS планировал поставить по фильму телесериал, но их планы не воплотились в жизнь. Спустя два года кинокомпания United Artists профинансировала создание бродвейского мюзикла по фильму, но он так и не был ни разу продемонстрирован на театральных подмостках. В 1981 году на телеканале ABC состоялась премьера мини-сериала, основанного на фильме, где роли Кэла и Абры исполнили Тимоти Боттомс и Джейн Сеймур.

## Награды и номинации
- 1956 — премия «Оскар» за лучшую женскую роль второго плана (Джо Ван Флит), а также три номинации: лучший режиссёр (Элиа Казан), лучшая мужская роль (Джеймс Дин, посмертно), лучший адаптированный сценарий (Пол Осборн)
- 1956 — две премии «Золотой глобус»: лучший фильм — драма, премия за особые достижения (Джеймс Дин, посмертно)
- 1956 — три номинации на премию BAFTA: лучший фильм, лучший иностранный актёр (Джеймс Дин, посмертно), самый многообещающий новичок (Джо Ван Флит)
- 1956 — номинация на премию Гильдии режиссёров США за лучшую режиссуру художественного фильма (Элиа Казан)
- 1956 — номинация на премию Гильдии сценаристов США за лучший сценарий — драма (Пол Осборн)
- 1955 — попадание в десятку лучших фильмов года по версии Национального совета кинокритиков США
- 1955 — приз Каннского кинофестиваля за лучший драматический фильм (Элиа Казан), а также номинация на Золотую пальмовую ветвь (Элиа Казан)